# Goščavsko letalo
Goščavsko letalo (ang. bush airplane) je zrakoplov, ki se uporablja za prevoz ljudi in tovora na odmaknjene lokacije kot npr. Aljaska, Sibirija, Severna Kanada in Avstralija. Uporabljajo se na območjih, kjer ni cestne ali železniške infrastrukture.

## Tipične lastnosti bush letal
- STOL sposobnosti - možnost kratkega vzleta in pristanka
- Močan motor za krajšo vzletno stezo
- Povečana »tundra« pristajalna kolesa z nižjim tlakom za grobe terene, za pristajanje na vodi se uporabljajo plovci, za sneg in led pa smučke.
- Visoko nameščeno krilo olajša natovarjanje in raztovarjanje ter zmanjša verjetnost poškodbe krila na slabih terenih

## Seznam trenutnih in preteklih goščavskih letal
V oklepaju je datum prvega leta.
- AAC Angel (1984)
- Aermacchi AL-60 (1959)
- Antonov An-2 (1947)
- Antonov An-14 (1958)
- Antonov An-28 (1968)
- Antonov An-38 (1994)
- Auster Autocrat (1945)
- Aviat Husky  (1986)
- Avro Avian (1926)
- Avro Anson (1935)
- Avro York (1942)
- Bach T-11P (1927)
- Barkley-Grow T8P-1 (1937)
- Barrows Bearhawk (1995)
- Beechcraft Model 17 Staggerwing (1932)
- Beechcraft Model 18 (1937)
- Bellanca Pacemaker (1929)
- Bellanca Skyrocket (1930)
- Bellanca Aircruiser (1930)
- Bellanca Senior Pacemaker (1935)
- Bellanca Senior Skyrocket (1935)
- Boeing B1E (1928)
- Bristol Freighter  (1945)
- Britten-Norman Islander (1965)
- Buhl Airsedan (1928)
- Bushcaddy L-162 Max (1995)
- Bushcaddy L-164 (2007)
- Canadian Vickers Vedette (1924)
- Cessna Crane (1939)
- Cessna 172 (1956)
- Cessna 180 (1952)
- Cessna 182 (1956)
- Cessna 185 (1960)
- Cessna 206 Stationair (1962)
- Cessna 208 Caravan (1982)
- Champion Citabria (1964)
- Consolidated Catalina/Canso (1935)
- Curtiss HS (1917)
- Curtiss Lark (1925)
- Curtiss Robin (1928)
- Curtiss Thrush (1929)
- Curtiss-Wright C-46 Commando (1940)
- de Havilland DH.60 Moth (1925)
- de Havilland DH.61 Giant Moth (1927)
- de Havilland DH.82 Tiger Moth (1931)
- de Havilland DH.83 Fox Moth (1932)
- de Havilland DH.89 Dragon Rapide (1934)
- de Havilland DH.90 Dragonfly (1935)
- de Havilland Australia DHA-3 Drover (1948)
- de Havilland Canada DHC-2 Beaver  (1947)
- de Havilland Canada DHC-3 Otter (1951)
- de Havilland Canada DHC-6 Twin Otter (1965)
- Dornier Do 27 (1955)
- Douglas Dolphin (1930)
- Douglas DC-3/Douglas C-47 (1935
- Douglas DC-4
- Eastman E-2 Sea Rover (1928)
- Evangel 4500 (1964)
- Fairchild FC-2/51 (1926)
- Fairchild 71 (1926)
- Fairchild Super 71 (1934)
- Fairchild 100 (1930)
- Fairchild 82 (1935)
- Fairchild F-11 Husky (1946)
- Fieseler Fi 156 (1936)
- Fleet Freighter (1938)
- Fokker Universal (1926)
- Fokker Super Universal (1928)
- Fokker F.11 (1928)
- Ford Trimotor (1926)
- Found FBA-2 (1960)
- GAF Nomad (1971)
- Gippsland GA8 (1995)
- Gippsland GA10 (2012)
- Grumman Goose (1937)
- Grumman Widgeon (1940)
- Grumman Mallard (1946)f>
- Halpin Flamingo (1929)
- Hamilton H-47 (1928)
- Helio Courier (1954)
- Howard DGA-8/9/11/12 (1936)
- Howard DGA-15 (1939)
- Junkers F.13 (1919)
- Junkers G 31 (1926)
- Junkers W 33 (1926)
- Junkers W 34 (1926)
- Junkers Ju 52/1m (1930)
- Kitfox (1984)
- Lake Buccaneer (1960)
- Lockheed Vega (1927)
- Lockheed Model 18 Lodestar (1939)
- Max Holste Broussard (1952)
- Maule M-7 (1984)
- Murphy Rebel (1990)
- Murphy Moose (1995)
- Murphy Elite (1996)
- Noorduyn Norseman (1935)
- Northrop N-23 Pioneer (1946)
- Northwest Ranger (1968)
- PAC P-750 XSTOL (2001)
- Piper J-3 Cub (1938)
- Piper PA-18 Super Cub (1949)
- Piper PA-22 Bushmaster
- Piper PA-23 (1952)
- Pilatus PC-6 Porter/Turbo Porter (1959)
- Polikarpov Po-2 (1927)
- PZL-104 Wilga (1962)
- Quest Kodiak (2004)
- Rans S-7 Courier (1985)
- Republic RC-3 Seabee (1945)
- Ryan Brougham (1927)
- Shavrov Sh-2 (1930)
- Short SC.7 Skyvan (1963)
- Sikorsky S-38 (1928)
- Sikorsky S-39 (1929)
- Stinson Detroiter (1926)
- Stinson Junior (1928)
- Stinson Model A (1934)
- Stinson Reliant (1933)
- Stinson Voyager (1939)
- Stinson 108 (1946)
- Supermarine Sea Otter
- Technoavia SM92 Finist (1993)
- Travel Air 6000 (1928)
- Vickers Viking (1919)
- Waco 10 (1927)
- Waco Standard Cabin series (1931)
- Waco AQC-6/Waco ZQC-6 Freighter (1936)
- Westland Limousine (1919)
- Jakovljev Jak-12 (1947)
- Zenith STOL CH 701 (1986)